# Инширах Ханым-эфенди
Иншира́х Ханы́м-эфе́нди (тур. İnşirah Hanım Efendi; 10 июля 1887 года, Батуми или Машукие — 10 июня 1930 года, Каир) — вторая жена шехзаде Мехмеда Вахидеддина-эфенди, ставшего уже после развода с Инширах последним султаном в истории империи под именем Мехмеда VI. Инширах совершила самоубийство в Каире, утопившись в Ниле.

## Титулование
Турецкие историки Недждет Сакаоглу и Чагатай Улучай указывают титул кадын-эфенди, однако, поскольку брак с Мехмедом Вахидеддином был расторгнут ещё в его бытность шехзаде, а жёны наследников носили титул ханым-эфенди, то, вероятнее всего, Инширах носила именно этот титул. Ханым-эфенди Инширах называют турецкий мемуарист Харун Ачба и придворная дама главной жены Мехмеда Вахидедина Лейла Ачба.

## Биография

### Происхождение
Недждет Сакаоглу указывает предполагаемым годом рождения Инширах 1887 год, а местом — Батуми; по происхождению он называет её грузинкой или черкешенкой. Улучай о происхождении пишет: «Понятно, что она тоже черкешенка»; он также считает, что Инширах родилась в Батуми, а точной датой рождения указывает 10 июля 1887 года. Османист Энтони Олдерсон указывает ту же, что и Улучай, дату рождения. Харун и Лейла Ачба приводят другую, более полную, версию о происхождении Инширах: она родилась 10 июля 1887 года в деревне Машукие близ Измита в семье убыхского/черкесского аристократа Азиза Вочибе (Воджибе). Именем, данным ей при рождении, Харун Ачба указывает имя «Сение».
По данным Лейлы и Харуна Ачбы, в семье помимо Инширах был старший сын Зеки-бей (1885—1930-е), служивший Мехмеду Вахидеддину до самой смерти последнего. Тёткой Инширах по отцу Харун Ачба называет вторую жену Мехмеда V Решада Дюррюаден Кадын-эфенди.
Харун Ачба описывает Инширах как довольно высокую, изящную, стройную с очень длинными каштановыми волосами и чрезвычайно томными голубыми глазами женщину. Она хорошо играла на кануне и писала музыку, кроме того, Инширах хорошо рисовала и, до того, как увлечься музыкой, любила писать пейзажи.

### Жена шехзаде
Харун Ачба отмечает, что во дворец Инширах привели родственники по указанию её царственной тётки. Здесь она получила необходимое образование и в возрасте 16 лет стала придворной дамой жены Абдул-Меджида I Шаесте Ханым-эфенди — мачехи шехзаде Мехмеда Вахидеддина-эфенди, воспитывавшегося ею после смерти матери Гюлюсту Ханым-эфенди. Именно в покоях Шаесте Мехмед увидел семнадцатилетнюю Инширах и влюбился в неё.
Двадцатью годами ранее, когда Мехмед женился в первый раз, он поклялся своей единокровной сестре Джемиле-султан, воспитанницу которой брал в жёны, что больше ни на ком не женится. Поэтому, когда он спросил разрешения у мачехи взять в жёны Инширах, та ответила, что согласие он должен испросить у первой жены Назикеды. Назикеда, несмотря на то, что была глубоко оскорблена, дала согласие, поскольку основной обязанностью жён шехзаде и султанов было рождение сыновей-наследников, однако в браке с ней у Мехмеда Вахидеддина рождались только дочери, а после рождения младшей, Сабихи-султан, Назикеда и вовсе не могла иметь детей. Сама Инширах, колебалась, когда Мехмед сделал ей предложение, поскольку ему на тот момент было 45 лет. Когда она спросила совета у родных, отец Азиз-бей ответил ей, что на её месте не вышел бы замуж за человека, годящегося ему в отцы. Однако брат Инширах, Зеки-бей, настоял, чтобы она согласилась, поскольку таким образом планировал установить новые родственные связи с османской династией; он сказал сестре, что если она откажется, то так и будет служить Шаесте, а если согласится — сама станет госпожой и будет получать всё, что пожелает. В конечном итоге, Инширах прислушалась к словам брата и дала своё согласие Мехмеду Вахиддедину.
Сакаоглу пишет, что 8 июля 1905 года Инширах попала в особняк в Ченгелькёе, в котором жил Мехмед Вахидеддин пока был шехзаде. Олдерсон указывает эту же дату в качестве даты заключения брака. Улучай, указывая только 1905 год, отмечает, что ко дню заключения брака Инширах уже исполнилось 18 лет. Харун Ачба пишет, что 8 июля 1905 года в Ченгелькёе состоялась свадьба Инширах и Мехмеда Вахидеддина. Сразу после свадьбы брат Инширах вошёл в ближайшее окружение её супруга.
Придворная дама Назикеды Лейла Ачба так пишет о дальнейших событиях: «Инширах-ханум после замужества начала ревновать мужа невообразимо. Её ревность настолько была сильна, что даже ревновала его к слугам, адресуя им оскорбления. Так она этих несчастных выводила из терпения». Лейла-ханым добавляет, что со временем чувства Мехмеда к Инширах остыли и он стал заводить романы на стороне, как делал это до брака с ней. Ситуацию усугублял тот факт, что Инширах так и не смогла забеременеть.

### Развод и дальнейшая жизнь
Лейла-ханым пишет, что помимо ревности, Инширах изводила жителей дворца слежкой за ними. Главной прислуге Гевхеримюль-ханым она даже поручила следить за мужем и обо всех событиях, даже самых незначительных, докладывать ей. Однажды Гевхеримюль донесла Инширах, что Мехмед Вахидеддин завёл роман с недавно прибывшей девушкой. По словам Лейлы, Инширах ворвалась в покои мужа, где застала его с придворной дамой Периру-ханым и устроила грандиозный скандал. Периру-ханым она с криком схватила за волосы и стащила по лестнице, после чего сама упала в обморок. Когда Инширах пришла в себя, она собрала вещи и покинула дворец. Мехмед Вахидеддин ей не препятствовал, а через два дня после случившегося развёлся с ней. Развод состоялся 17 ноября 1909 года. Харун Ачба высказывает немного иную версию случившегося, согласно которой Инширах застала мужа со служанкой, а не с придворной дамой. Он пишет также, что когда Инширах в день скандала вернулась к своей семье, она заявила: «Это самая большая обида для меня, я до конца жизни не забуду этого позора». После развода Инширах жила в особняке тётки Дюррюаден в Валидебагы и больше замуж не выходила. В Валидебагы Инширах организовала детский приют, действовавший до 1924 года. 
Сакаоглу, ссылаясь на Улучая, который, в свою очередь, ссылается на письмо историка Йылмаза Озтуны, пишет, что в 1924 году Инширах покинула Турцию во время изгнания династии, несмотря на то, что не являлась её членом ни по браку, ни по кровному родству и не имела детей от членов династии. Харун Ачба пишет, что Инширах уехала в Каир после изгнания династии в 1924 года, при этом Лейла-ханым сообщает, что она была сослана как и другие Османы. Причина, по которой несмотря на развод с мужем Инширах была изгнана или же уехала добровольно, неизвестна.
Харун Ачба пишет, что лишь раз Инширах поехала навестить бывшего мужа в Сан-Ремо и попросить его о помощи, однако с Мехмедом ей увидеться не позволил собственный брат Зеки, отношения с которым после развода стали напряжёнными, хотя сам он сохранил своё положение адъютанта при зяте. Инширах долго плакала и просила о помощи и, в конечном итоге, Зеки отдал ей имевшиеся у него деньги, при этом попеняв, что у Инширах нет права просить помощи у человека, которого она бросила много лет назад. Инширах была настолько расстроена, что потеряла сознание. Зеки-бей сначала отвёз сестру в отель, а следующим утром посадил её на паром до Каира. Таким образом, поездка Инширах продлилась в общей сложности два дня, а её бывший муж так и не узнал о том, что она хотела увидеться с ним.
Не указывая причину смерти, Сакаоглу и Улучай пишут, что Инширах скончалась 10 июня 1930 года в Каире. Харун Ачба же пишет, что по возвращении из Сан-Ремо Инширах попыталась совершить самоубийство, но её спасла придворная дама Зернигюль-ханым, следовавшая за госпожой долгие годы. Однако моральное состояние женщины было тяжёлым, и 10 июня 1930 года она вновь предприняла попытку самоубийства, бросившись в Нил. На этот раз попытка оказалась удачной. Услышав новость о смерти сестры, Зеки-бей стал винить себя в случившемся.
Зернигюль-ханым и родственники Инширах доставили её тело в Стамбул и захоронили его на кладбище в Эюпе.